# Szymon Wierdak
Szymon Wierdak (ur. 26 października 1883 w Kobylanach, zm. 18 września 1949 w Krakowie) – profesor, zajmował się głównie botaniką leśną, dendrologią i ochroną przyrody. Był redaktorem naczelnym „Sylwana” (1920-1946) i „Rocznika Polskiego Towarzystwa Dendrologicznego” (od 1926 roku).

## Dzieciństwo i młodość
Urodzony pod koniec XIX wieku w Kobylanach na terenie ówczesnej Galicji w województwie lwowskim – obecnie wioska położona w Beskidzie Niskim, w gminie Chorkówka, w powiecie krośnieńskim. Jego rodzicami byli Wojciech Wierdak i Zofia z domu Krężałek – małorolni chłopi. Status majątkowy rodziny pozwalał na sfinansowanie gruntownego wykształcenia jednego z sześciorga dzieci. Przywilej ten przypadł Szymonowi. Podobnie jak rodzeństwo początkowo uczył się w miejscowej szkole ludowej. Po jej ukończeniu kontynuował edukację w C. K. Gimnazjum w Jaśle, które ukończył 28 września 1903 roku, otrzymując świadectwo maturalne.
Wykazywał zainteresowanie przyrodą. W latach 1903–1907 podjął studia na Wydziale Filozoficznym Uniwersytetu Jagiellońskiego. W tym okresie od 1 października 1907 do 1 października 1908 odbywał obowiązkową służbę wojskową w armii austriackiej. 3 czerwca 1909 zdał egzamin kwalifikacyjny, dający prawo nauczania historii naturalnej jako przedmiotu głównego oraz fizyki i matematyki jako przedmiotów dodatkowych w gimnazjach i szkołach realnych.

## Praca zawodowa
W połowie 1911 podjął pracę w Prywatnym Gimnazjum Realnym w Borszczowie, ucząc historii, języka polskiego i geografii. Tam zastała go I wojna światowa. Wówczas przeniósł się do Krakowa, gdzie mieszkał przez cały czas trwania wojny, korzystając z uprzejmości rodziny żony. Pracował wówczas jako nauczyciel przyrody w III Krakowskim Gimnazjum oraz II Liceum im. Króla Jana III Sobieskiego, gdzie w latach 1915–1916 uczył matematyki. W tym też okresie pogłębiał swoją wiedzę botaniczną, pracując społecznie w Instytucie Botanicznym Uniwersytetu Jagiellońskiego. Tam zetknął się z prof. Marianem Raciborskim, który był jednym z pionierów ruchu ochrony przyrody. W następnych latach z powodzeniem kontynuował tę część działalności profesora – przez wiele lat przewodniczył lwowskiemu komitetowi Państwowej Rady Ochrony Przyrody. W 1917 został przyjęty przez prof. Władysława Szafera do ww. instytutu na stanowisko demonstratora, a w okresie od 1 maja 1918 do 30 września 1918 pracował jako asystent. 26 kwietnia 1918 uzyskał stopień naukowy doktora filozofii Uniwersytetu Jagiellońskiego (na podstawie pracy naukowej pt. „Ueber epiphylle Inflororenssprosen bei Sigeesbeckia orientalis L.”). Konsekwencją tego była rekomendacja na przejście do Katedry Botaniki Krajowej Szkoły Gospodarstwa Lasowego we Lwowie. Następstwem tych decyzji było udzielenie przez Uniwersytet Jagielloński urlopu, zasiłku z Wydziału Krajowego Galicji oraz skierowanie do działającej od 1872 roku Akademii Ziemiańskiej w Wiedniu, aby zapoznał się z najnowszymi osiągnięciami nauk przyrodniczych. Po kilkumiesięcznym pobycie w Wiedniu powrócił do Lwowa, gdzie w październiku 1918 rozpoczął wykłady z botaniki dla studentów Krajowej Wyższej Szkoły Gospodarstwa Leśnego. Podczas wojny z bolszewikami w 1920 roku uczestniczył w obronie Lwowa. W stopniu podchorążego pełnił funkcję zastępcy dr. Franciszka Tomanka – oficera kasowego Małopolskich Oddziałów Armii Ochotniczej. Po odzyskaniu niepodległości w nowo powstałym Wydziale Rolniczo-Lasowym Politechniki Lwowskiej kierował katedrą Botaniki Lasowej. W uznaniu osiągnięć naukowych dekretem Prezydenta Rzeczypospolitej z dnia 7 maja 1921 roku został mianowany profesorem nadzwyczajnym Katedry Botaniki Lasowej na Wydziale Rolniczo-Lasowym Politechniki Lwowskiej. W latach 1924/1925 pełnił obowiązki dziekana Wydziału Lasowego Politechniki Lwowskiej. 9 lipca 1929 został mianowany profesorem zwyczajnym. W katedrze Botaniki Lasowej pracował do rozpoczęcia II wojny światowej oraz w okresie okupacji radzieckiej tj. do czerwca 1941. W 1942 władze niemieckie uruchomiły tzw. „Fachowe Kursy Leśne”, gdzie wykładali dotychczasowi profesorowie Politechniki Lwowskiej. Szymon Wierdak został dziekanem Wydziału Lasów w Staatliche Technische Institut. W 1944 kiedy Politechnika Lwowska wznowiła działalność, ponownie przejął wykłady w Katedrze Botaniki Lasowej i prowadził je do czerwca 1946, kiedy to na zawsze opuścił Lwów i jako repatriant wrócił do Krakowa. Tam włączył się w tworzenie Wydziału Rolno-Leśnego Uniwersytetu Jagiellońskiego. Wkrótce mianowany został profesorem zwyczajnym w Katedrze Botaniki Leśnej, gdzie pracował do śmierci. Zmarł w Krakowie 18 września 1949. Pochowany został na cmentarzu Rakowickim. 

## Memoria
Mowę pożegnalną nad grobem prof. Szymona Wierdaka na cmentarzu w Krakowie wygłosił jego uczeń i asystent prof. Franciszek Krzysik, ówczesny przewodniczący Zarządu Głównego Polskiego Naukowego Towarzystwa Leśnego. Mówił on m.in.: „...człowiek cichy i skromny, człowiek, który w ciągu 30 lat swojej pracy dla Wydziału Leśnego znał jedno tylko dostojeństwo, wielkie dostojeństwo pracy. Człowiek, który w przedziwny sposób umiał kojarzyć skrajne sprzeczności. Człowiek o wielkiej wiedzy, który nie miał czasu mierzyć słów i w słowach szorstkich, jakby rąbanych toporem, zamykał głęboką i pełną treści myśl. Z wykształcenia i dyplomu botanik – stawiany na ogół w rzędzie najbardziej wytrawnych i głęboko myślących leśników. Twardy i nieustępliwy nauczyciel, który bez kompromisu i bez wyjątków żądał zupełnego opanowania swego przedmiotu, a równocześnie bez kompromisu i bez wyjątku umiał pozyskać serca wszystkich uczniów i całego otoczenia. (...) Na świecie rzadko stawiają pomniki naukowcom, a chyba nigdy leśnikom. Lecz Ty, Profesorze, potrafiłeś sam zbudować swój pomnik. Będzie nim nie żałoba – lecz jasne i promienne wspomnienie, które pozostanie tak długo w naszych duszach, jak długo my pozostaniemy w życiu.”

## Działalność w towarzystwach naukowych
1. Polskie Towarzystwo Przyrodników im. Kopernika. W latach 1923–1942 pełnił funkcję sekretarza generalnego.
2. Polskie Towarzystwo Dendrologiczne założone w 1924 r. w Zakładzie Botaniki Lasowej Politechniki Lwowskiej- główny inicjator powołania towarzystwa do życia. Członek zarządu Towarzystwa oraz redaktor wydawnictwa tej organizacji (zeszyty „Roczniki Towarzystwa Dendrologicznego” wydawane w latach 1926–1935)
3. Polskie Towarzystwo Krajoznawcze – członek Zarządu Oddziału Lwowskiego.
4. Polskie Towarzystwo Leśne – redaktor naczelny czasopisma „Sylwan” w latach 1920–1939 oraz w roku 1947. Był jednym z najdłużej pracujących redaktorów naczelnych tego pisma. W 1928 roku wiceprzewodniczący Rady Naczelnej PTL[potrzebny przypis].

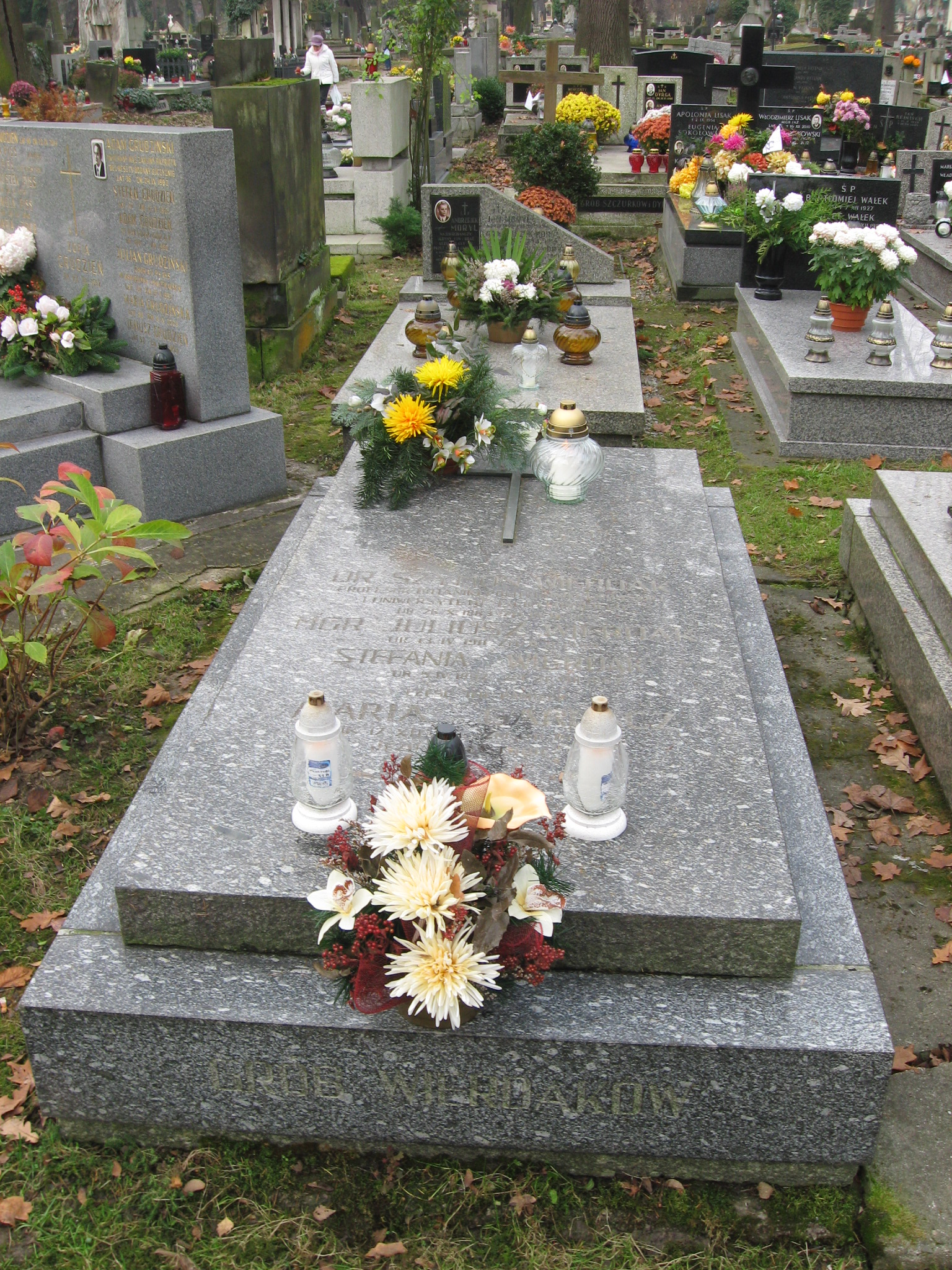
Grób Wierdaków na cmentarzu Rakowickim w Krakowie

## Wybrane publikacje
1. O geograficznym rozmieszczeniu głogów (Crataegus) w Polsce. „Sylwan” 1920
2. Nowe stanowisko cisa. „Ochrona przyrody” 1921
3. O jodle z naroślami korkowemi i o buku ze spękaną korą w Karpatach. „Kosmos” 1924
4. Z obserwacji fenologicznych nad rozwojem buka i dębu w r.1923. „Sylwan” 1924
5. O tak zwanych pędach świętojańskich u drzew. „Sylwan” 1925
6. O rozsiedleniu niektórych naszych drzew i krzewów. „Sylwan” 1925
7. Wykaz drzew godnych ochrony przyrody. „Rocznik Polskiego Towarzystwa Dedrologicznego” 1926
8. O kresowych stanowiskach naszych drzew. „Sylwan” 1927
9. O drzewach zasługujących na ochronę. Rocznik Polskiego Towarzystwa Dedrologicznego” 1931
10. O czarcich miotłach na limbie. „Sylwan” 1927
11. Nowe wiadomości o rozsiedleniu buka na wschodzie Polski. „Sylwan” 1938